# Luc Ackermann

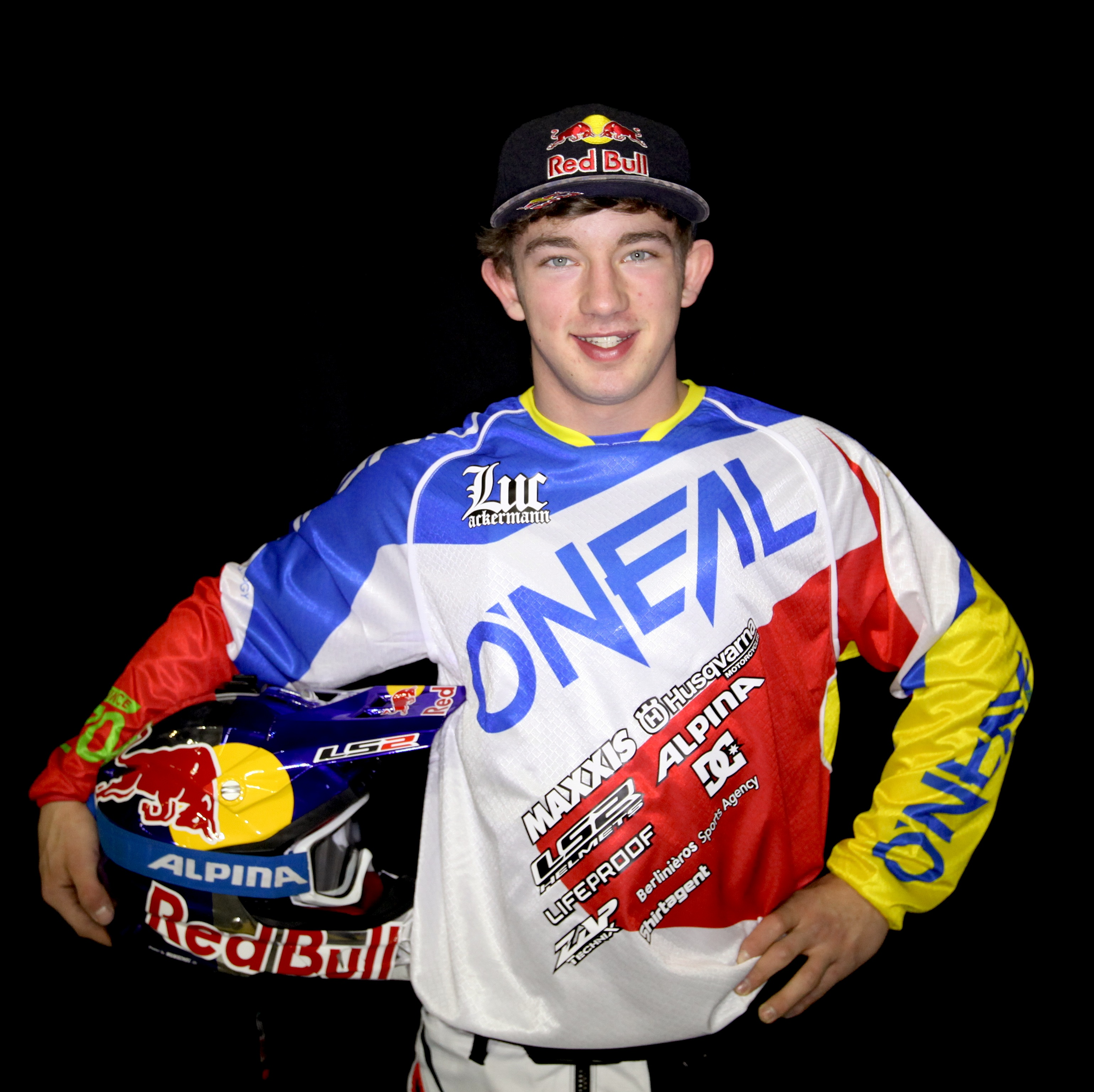
Luc Ackermann, 2016

Luc Ackermann (* 6. Januar 1998 in Mühlhausen) ist ein deutscher Freestyle-Motocross-Fahrer.

## Privates
Als zweiter Sohn von Melitta und Dirk Ackermann (einer Gärtnerfamilie) wuchs er in Niederdorla im Unstrut-Hainich-Kreis auf. Er besuchte das Gymnasium in Großengottern.

## Karriere

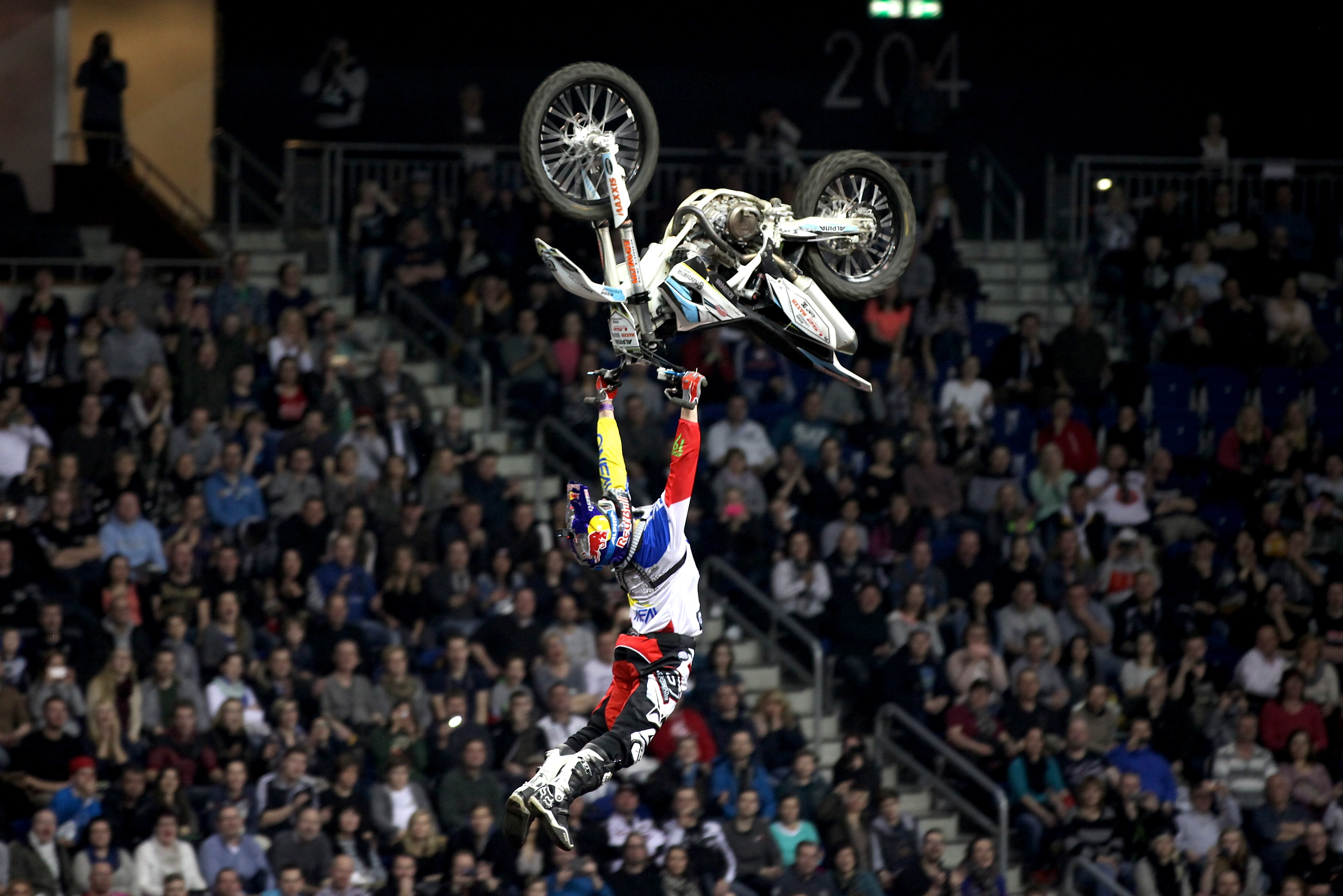
Ackermann beim Night of the Jumps 2016 in Berlin

Luc Ackermann wurde von seinem älteren Bruder Hannes Ackermann zum Motocross-Sport gebracht. Bereits 2005 begann er seine ersten Versuche im Freestyle; anders als die meisten Motocross-Sportler hat Ackermann direkt mit dem Freestyle begonnen und nicht den Weg über den Rennsport gefunden. Nur ein Jahr später landete er auf dem Minibike bereits seinen ersten Backflip.
2009 fuhr er die Deutsche Flight Club Serie mit und sorgte mit einem 6. Platz in der Gesamtwertung für Aufregung in der Deutschen FMX-Szene. 2010 konnte er diesen Erfolg noch toppen und belegte den 4. Rang. Stefan Raab wurde auf Ackermann aufmerksam und lud ihn im selben Jahr in seine Sendung TV Total ein, weil er bei der Night of the Jumps in Köln im Oktober 2010 mit dem "jüngsten Motorrad-Backflip" einen Weltrekord gesprungen war. Ackermann war mit 12 Jahren der jüngste Freestyle Motocross-Fahrer, der das geschafft hat.
Neben den Erfolgen bei der Night of the Jumps Serie in 2012 setzte Luc beim Flight Club in Biberach an der Riß ein weiteres Markenzeichen seines Talents. Hier zeigte er einen spektakulären Run mit vielen Backflip-Kombinationen und landete damit erstmals ganz oben auf dem Siegerpodest. In der Jahresgesamtwertung des MAXXIS Highest Air Contests der Night of the Jumps, die 2012 eingeführt wurde, landete Ackermann hinter Weltrekordler Massimo Bianconcini sensationell auf dem zweiten Platz. Im selben Jahr bei den Night of the Jumps in der Kölnarena stürzte Ackermann aus 9,50 m Höhe schwer, krachte mit seinem Bike auf die Landerampe und brach sich dabei das Schulterblatt. Vor diesem Sprung war er über die 9,00-Meter-Marke gesprungen und hat damit seinen zweiten Weltrekord gesetzt. Kein Freestyle Motocross-Fahrer in dem Alter ist jemals so hoch mit einem Motocross-Motorrad gesprungen.
Seit 2014 darf Ackermann offiziell am Freestyle Contest der Night of the Jumps (EM und WM) teilnehmen. Im selben Jahr landete er bei den Red Bull X-Fighters in München auf dem Platz 4. Als 16-Jähriger ist es das beste Ergebnis, das ein deutscher Fahrer in der Geschichte der Red Bull X-Fighters Serie erzielt hat.
Zum Auftakt der Saison 2015 konnte Ackermann mit dem vierten Platz bei der Night of the Jumps in Linz und Graz (Österreich) gleich ein erstes Ausrufezeichen setzen. In der Münchener Olympiahalle siegte er im Lifeproof Best Whip Contest der Night of the Jumps. In seinem ersten Contest auf dem Amerikanischen Kontinent holte er sich den ersten Platz bei den Xpilots in Monterrey (Mexiko). Seine ersten Podiumsplätze der Night of the Jumps holte er sich beim EM-Finale in Hamburg mit dem zweiten und dritten Rang. Damit sicherte er sich die Vize-Europameisterschaft.

## Rekorde
- 2006: Erster Backflip auf dem Minibike
- 2010: Jüngster Fahrer, der einen Motorrad-Backflip beim Night of the Jumps in Köln zeigt
- 2013: Backflip Guinness Buch Weltrekord bei der Nitro Circus Filmpremiere in London[5]
- 2017: Erster Double Backflip
- 2019: Erster double backflip train

## Erfolge
Nur Platzierungen in den Top 5.

### 2018
- 1. Platz Night of the Jumps / Freestyle MX European Championship in Mannheim

### 2016
- 5. Platz Night of the Jumps / Freestyle MX European Championship in Linz
- 1. Platz Maxxis Highest Air Contest bei der Night of the Jumps in Krakau[12]
- 1. Platz Life Proof Best Whip Contest bei der Night of the Jumps in Berlin

### 2015
- 1. Platz Xpilots Monterrey in Mexiko
- 2. Platz Freestyle Motocross Europameisterschaft Gesamtwertung
- 2. Platz Night of the Jumps in Hamburg
- 1. Platz Lifeproof Best Whip Contest bei der Night of the Jumps in München
- 1. Platz Lifeproof Best Whip Contest bei der Night of the Jumps in Berlin
- 1. Platz Synchro Contest bei der Night of the Jumps in Berlin
- 4. Platz Night of the Jumps / Freestyle MX European Championship in Graz
- 4. Platz Night of the Jumps / Freestyle MX European Championship in Linz

### 2014
- 1. Platz Maxxis Highest Air bei der Night of the Jumps in Mannheim
- 1. Platz Whip Contest bei der Night of the Jumps in Shenzhen/China
- 1. Platz ProAm Jam in Niederdorla
- 4. Platz Red Bull X-Fighters München[9]

### 2013
- 1. Platz Flight Club in Niederdorla
- 1. Platz Whip Contest FMX Lübtheen
- 2. Platz Best Trick Contest beim Goodwood Festival of Speed
- 3. Platz Maxxis Highest Air – Night of the Jumps in Berlin

### 2012
- 2. Platz Maxxis Highest Air – Gesamtwertung
- 1. Platz Maxxis Highest Air – NIGHT of the JUMPs Basel
- 2. Platz Maxxis Highest Air – NIGHT of the JUMPs Köln
- 1. Platz Flight Club Biberach

### 2010
- 4. Platz Flight Club Serie Gesamtwertung